# From Dusk Till Dawn 3 – The Hangman’s Daughter
From Dusk Till Dawn 3 ist das 1999 entstandene Prequel des Kultfilms From Dusk Till Dawn und seines Nachfolgers From Dusk Till Dawn 2 – Texas Blood Money. Dieser dritte Teil, mit dem Untertitel The Hangman’s Daughter, wurde jedoch (wie schon Teil 2) nur auf Videokassette und DVD veröffentlicht; in Deutschland allerdings erst im Juni 2004. Er spielt handlungstechnisch etwa 100 Jahre vor dem Original. Der Film erzählt vom Ursprung einiger der Vampir-Charaktere, die bereits aus From Dusk Till Dawn weitgehend bekannt sind.

## Handlung
1913 ist der amerikanische Journalist und Schriftsteller Ambrose Bierce auf dem Weg, sich dem Revolutionär Pancho Villa anzuschließen. In einer mexikanischen Kleinstadt im Bundesstaat Chihuahua wird er Zeuge der Geschehnisse rund um Johnny Madrid, einem lokalen Räuberhauptmann, der mit Hilfe von Cathrine Reece, die seine Schülerin werden möchte, seinem bereits wartenden Henker entwischen kann – und obendrein dessen bildhübsche Tochter Esmeralda gleich mitnimmt. Madrid und Esmeralda verbindet eine unsichere Liebesbeziehung. Unter der Leitung des Scharfrichters macht der Mob danach Jagd auf den entflohenen Banditen und seine Bande. Diese wiederum überfallen auf Anraten Reeces die Kutsche von Bierce und dem gläubigen Ehepaar Newlie. Trotz der Enttäuschung darüber, dass Bierce nichts Wertvolles bei sich trägt, lassen sie die drei – und Reece – am Leben. Kurze Zeit später ist Madrid vom Nachwuchsoutlaw jedoch so genervt, dass er sie aufhängt. Sie wird jedoch einige Zeit später vom Mob des Henkers gerettet. Nach und nach treffen sämtliche Protagonisten im Heiligtum der Vampir-Königin Quixtla ein. Die Vampirin will Esmeralda in die Halbwesen-Prinzessin Santanico Pandemonium transformieren, was ihr nach einem langen Kampf, bei dem die Newlies, der Henker und die meisten Outlaws sterben, auch gelingt. Trotzdem können Bierce und Madrid scheinbar fliehen.

## Produktion
Der Film wurde nicht in Mexiko, sondern vollständig in Südafrika gedreht. Die gezeigte Westernstadt wurde für den Film vollständig im Nichts aufgebaut, das gesamte Set für das Innere des Titty Twister hingegen befand sich in einem Lagerhaus in den Außenbezirken von Kapstadt.

## Kritik
„Stimmige Horrorkomödie, die das Sujet der beiden Vorgängerfilme [...] in die Vergangenheit verlagert, was die Nähe zum Western noch augenfälliger macht. Ein Genre-Mix voller Zitate und expliziter Splatter-Effekte.“

Harald Harzheim schrieb in Reclams Filmgenres-Reihe über den zweiten und dritten Teil der Reihe: „Anders als bei der Scream-Trilogie (1996–2000, Wes Craven) kämpfen diese beiden billig produzierten Filme vergeblich gegen das kaum erreichbare Original an, auch wenn sie gute Einfälle aufweisen.“